# ماکسیم لستین
ماکسیم لستین (انگلیسی: Maxime Lestienne؛ زادهٔ ۱۷ ژوئن ۱۹۹۲) بازیکن فوتبال اهل بلژیک است که در پست وینگر برای باشگاه لیون سیتی سیلورز در لیگ برتر سنگاپور بازی می‌کند.
وی همچنین در تیم‌های ملی فوتبال زیر ۱۷ سال بلژیک، زیر ۱۸ سال بلژیک، زیر ۱۹ سال بلژیک، و زیر ۲۱ سال بلژیک بازی کرده‌است.